# 拉齊婭

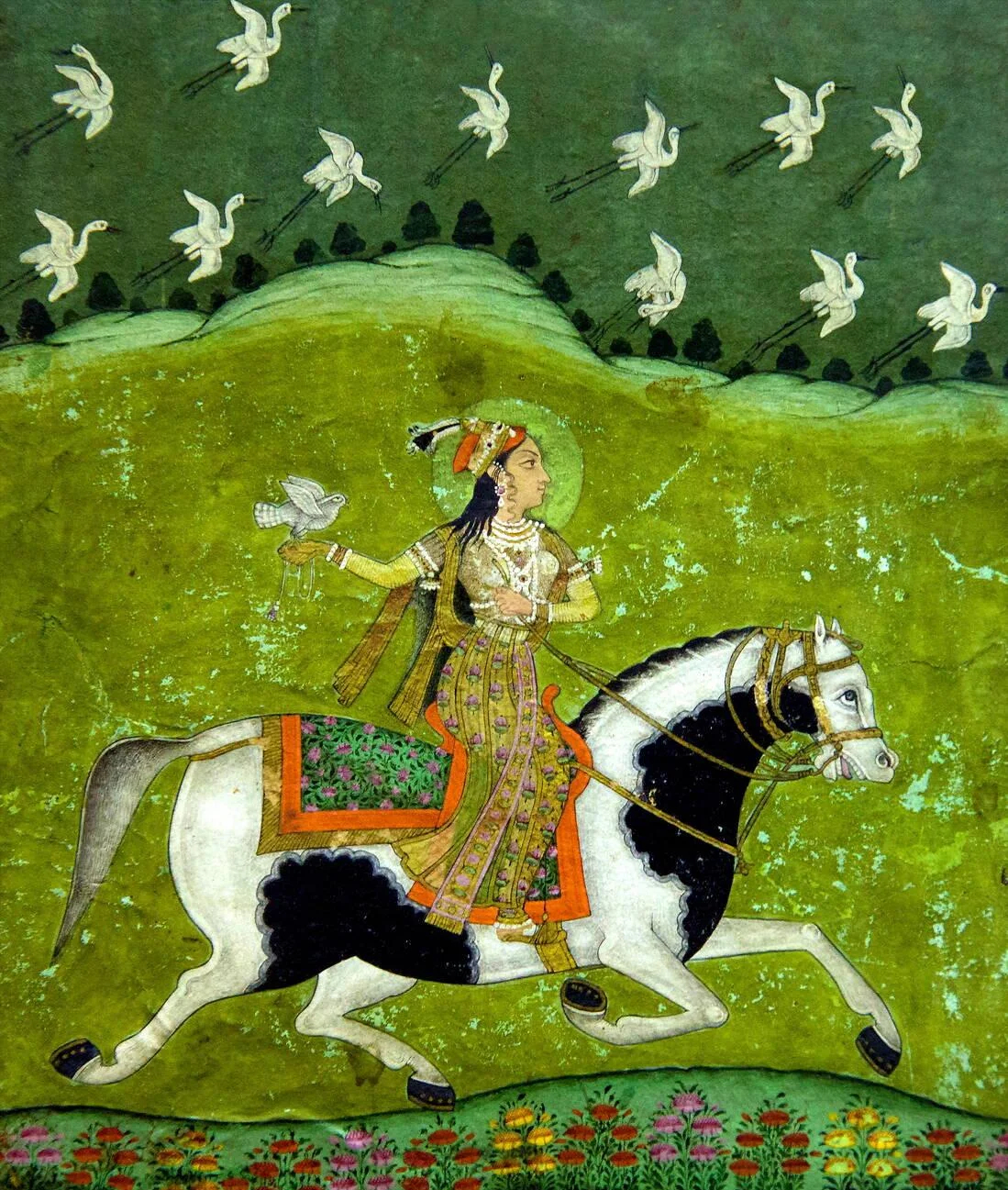
拉齊婭騎馬像

拉齊婭（1205年—1240年10月15日），德里蘇丹國第五任苏丹（1236年—1240年在位），也是該國唯一的女性君主。
她的父親是伊勒杜迷失，因他認為他的兒子不適合任苏丹，因此選她為繼承人，在1236年登基。她是一個精明的政治家，但因與一個哈比沙人黑奴賈馬爾-烏德-丁·雅庫特太親密，引起了突厥軍人不滿，並死於一次動亂。